# Chełchy (Kowale Oleckie)
Chełchy [ˈxɛu̯xɨ] (deutsch Chelchen, 1938–1945 Vorbergen) ist ein Dorf in der polnischen Woiwodschaft Ermland-Masuren, die zur Landgemeinde Kowale Oleckie (Kowahlen, 1938–1945 Reimannswalde) im Powiat Olecki (Kreis Oletzko/Treuburg) gehört.

## Geographische Lage
Chełchy liegt im Nordosten der Woiwodschaft Ermland-Masuren am Südausläufer der Seesker Höhe (polnisch Wzgórza Szeskie). Die Kreisstadt Olecko (Marggrabowa, 1928–1945 Treuburg) liegt 16 Kilometer in südöstlicher Richtung.

## Geschichte
Das kleine seinerzeit Chelchen genannte Dorf wurde im Jahr 1564 gegründet. Zwischen 1874 und 1945 war es in den Amtsbezirk Kowahlen (polnisch Kowale Oleckie) eingegliedert, der – 1939 in Amtsbezirk Reimannswalde umbenannt – zum Kreis Oletzko – 1933–1945 Landkreis Treuburg genannt – im Regierungsbezirk Gumbinnen der preußischen Provinz Ostpreußen gehörte.
Im Jahre 1910 verzeichnete Chelchen 238 Einwohner. Ihre Zahl veränderte sich bis 1933 nur geringfügig auf 237 und belief sich 1939 nur noch auf 212.
Aufgrund der Bestimmungen des Versailler Vertrags stimmte die Bevölkerung im Abstimmungsgebiet Allenstein, zu dem Chelchen gehörte, am 11. Juli 1920 über die weitere staatliche Zugehörigkeit zu Ostpreußen (und damit zu Deutschland) oder den Anschluss an Polen ab. In Chelchen stimmten 226 Einwohner für den Verbleib bei Ostpreußen, auf Polen entfiel keine Stimme.
Aus politisch-ideologischen Gründen der Abwehr fremdländisch klingender Ortsnamen wurde Chelchen am 3. Juni 1938 (amtlich bestätigt am 16. Juli 1938) in Vorbergen umbenannt. In Kriegsfolge kam das Dorf 1945 zu Polen und heißt seither Chełchy. Es ist heute eine Ortschaft im Verbund der Landgemeinde Kowale Oleckie im Powiat Olecki, bis 1998 der Woiwodschaft Suwałki, seither der Woiwodschaft Ermland-Masuren zugehörig.

## Religionen
Die vor 1945 mehrheitlich evangelische Bevölkerung Chelchens war in das Kirchspiel der Kirche Schareyken (1938–1945 Schareiken, polnisch Szarejki) eingepfarrt, die zum Kirchenkreis Oletzko/Treuburg in der Kirchenprovinz Ostpreußen der Evangelischen Kirche der Altpreußischen Union gehörte. Die heute in Chełchy lebenden evangelischen Kirchenglieder sind der Pfarrei in Suwałki (mit  Filialkirche in Gołdap) in der Diözese Masuren der Evangelisch-Augsburgischen Kirche in Polen zugeordnet.
Gehörten die katholischen Kirchenglieder vor 1945 zur Pfarrkirche in Marggrabowa/Treuburg im Bistum Ermland, so sind sie heute in die neu errichtete Pfarrei in Kowale Oleckie eingegliedert. Sie ist Teil eines der beiden Dekanate in Olecko und gehört zum Bistum Ełk (Lyck) der Katholischen Kirche in Polen.

## Verkehr
Chełchy liegt an einer Nebenstraße, die von Kowale Oleckie (Kowahlen, 1938–1945 Reimannswalde) – an der polnischen Landesstraße DK 65 (einstige deutsche Reichsstraße 132) gelegen – nach Szeszki (Seesken) und weiter zum Seesker Berg (polnisch Góra Szeska), dem mit 309 Metern dritthöchsten Berg Nordpolens, im Süden der Seesker Höhe gelegen, führt. 
Eine Bahnanbindung bestand bis 1993 über die Bahnstation in Kowale Oleckie an der Bahnstrecke Ełk–Tschernjachowsk (Lyck–Insterburg), die nicht mehr betrieben wird.